# Банкер (Міссурі)
Банкер (англ. Bunker) — місто (англ. city) в США, в округах Рейнольдс і Дент штату Міссурі. Населення — 295 осіб (2020).

## Географія
Банкер розташований за координатами 37°27′27″ пн. ш. 91°12′42″ зх. д. / 37.45750° пн. ш. 91.21167° зх. д. (37.457594, -91.211643).  За даними Бюро перепису населення США в 2010 році місто мало площу 1,72 км², з яких 1,72 км² — суходіл та 0,00 км² — водойми.

## Демографія
Згідно з переписом 2010 року, у місті мешкало 407 осіб у 167 домогосподарствах у складі 107 родин. Густота населення становила 237 осіб/км².  Було 196 помешкань (114/км²).
Расовий склад населення:
| - 99,3 % — білих - 0,2 % — корінних американців |

До двох чи більше рас належало 0,5 %. Частка іспаномовних становила 1,0 % від усіх жителів.
За віковим діапазоном населення розподілялося таким чином: 27,3 % — особи молодші 18 років, 58,4 % — особи у віці 18—64 років, 14,3 % — особи у віці 65 років та старші. Медіана віку мешканця становила 38,3 року. На 100 осіб жіночої статі у місті припадало 97,6 чоловіків;  на 100 жінок у віці від 18 років та старших — 89,7 чоловіків також старших 18 років.
Середній дохід на одне домашнє господарство  становив 38 684 долари США (медіана — 20 938), а середній дохід на одну сім'ю — 48 626 доларів (медіана — 27 500). Медіана доходів становила 32 159 доларів для чоловіків та 17 361 долар для жінок. За межею бідності перебувало 42,2 % осіб, у тому числі 77,6 % дітей у віці до 18 років та 27,7 % осіб у віці 65 років та старших.
Цивільне працевлаштоване населення становило 125 осіб. Основні галузі зайнятості: освіта, охорона здоров'я та соціальна допомога — 32,0 %, виробництво — 20,8 %, сільське господарство, лісництво, риболовля — 13,6 %, науковці, спеціалісти, менеджери — 9,6 %.